# Classificació per a l'Eurocopa 2008
En la classificació per a l'Eurocopa 2008, cinquanta seleccions nacionals pertanyents a la UEFA prengueren part per a buscar els catorze llocs disponibles per a la fase final, que es jugà a Àustria i Suïssa. Els seleccionats d'Àustria i Suïssa ja estan classificats per dret d'organitzadors.

## Sorteig
Els 50 equips es van distribuir d'acord amb els coeficients establerts per la UEFA respecte als seus resultats en la classificació per a l'Eurocopa 2004 i en la classificació de la UEFA per a la Copa Mundial de Futbol del 2006. Només es van comptar els partits de grup i no els partits de repesca posteriors. A més, es van prendre les següents consideracions:
- Grècia va ser nominada automàticament com a cap de sèrie per ser la defensora del títol.
- Portugal no va participar en la classificatòria per l'Euro 2004, per ser el país organitzador.
- Alemanya no va participar en la classificatòria per la Copa Mundial del 2006, per ser el país organitzador, pel que van ser considerades les dades de la classificació de la UEFA per la Copa Mundial de Futbol del 2002.
- Kazakhstan va participar per primera vegada en un torneig europeu en la classificatòria per la Copa Mundial del 2006. Els seus antecedents previs a la Copa Asiàtica del 2004 no van ser considerats.

El sorteig es va realitzar el 27 de gener del 2006 a Montreux (Suïssa). S'ha de destacar que en el sorteig hi va participar la selecció de Sèrbia i Montenegro, el qual mesos després desapareixia, formant les seleccions de Sèrbia i Montenegro per separat. El combinat serbi, considerat successor de l'anterior equip unificat, participarà en el seu lloc; en canvi, Montenegro, el qual encara no és membre de la UEFA, no participarà en aquest procés classificatori.
Grècia, el campió vigent, va ser amonestat per la FIFA per interferència del govern en la Federació Hel·lènica de Futbol pel que estava suspesa per a la participació en tornejos internacionals. Més tard, el càstig va ser revocat quan el parlament grec va resoldre la situació.

## Desempats
Es classifiquen per la fase final els dos primers equips de cada grup, establerts d'acord amb el nombre de punts obtinguts (3 per victòria, 1 per empat). En cas d'empat en puntuació, els equips es classificaran segons els següents paràmetres:
1. Major nombre de punts obtinguts en els partits entre els equips empatats en puntuació.
2. Diferència de gols en els partits entre els equips empatats en puntuació.
3. Major nombre de gols a favor en els partits entre els equips empatats en puntuació.
4. Major nombre de gols a favor en els partits de visita entre els equips empatats en puntuació.
5. En cas de mantindre's l'empat, s'apliquen els criteris anteriors, però respecte a tots els partits del grup.
6. Millor conducta en tots els partits del grup.
7. Sorteig.

## Resultats

### Grup A
| Equip       | Pts | PJ | PG | PE | PP | GF | GC |
| ----------- | --- | -- | -- | -- | -- | -- | -- |
| Polònia     | 28  | 14 | 8  | 4  | 2  | 24 | 12 |
| Portugal    | 27  | 14 | 7  | 6  | 1  | 24 | 10 |
| Sèrbia      | 24  | 14 | 6  | 6  | 2  | 22 | 11 |
| Finlàndia   | 24  | 14 | 6  | 6  | 2  | 13 | 7  |
| Bèlgica     | 18  | 14 | 5  | 3  | 6  | 14 | 16 |
| Kazakhstan  | 10  | 14 | 2  | 4  | 8  | 11 | 21 |
| Armènia     | 9   | 12 | 2  | 3  | 7  | 4  | 13 |
| Azerbaidjan | 5   | 12 | 1  | 2  | 9  | 6  | 28 |

| 16 d'agost de 2006     | Brussel·les | Bèlgica     | 0:0       | Kazakhstan  |
| 2 de setembre de 2006  | Bydgoszcz   | Polònia     | 1:3 (0:0) | Finlàndia   |
| 2 de setembre de 2006  | Belgrad     | Sèrbia      | 1:0 (0:0) | Azerbaidjan |
| 6 de setembre de 2006  | Hèlsinki    | Finlàndia   | 1:1 (1:1) | Portugal    |
| 6 de setembre de 2006  | Varsòvia    | Polònia     | 1:1 (1:0) | Sèrbia      |
| 6 de setembre de 2006  | Yerevan     | Armènia     | 0:1 (0:1) | Bèlgica     |
| 6 de setembre de 2006  | Bakú        | Azerbaidjan | 1:1 (1:1) | Kazakhstan  |
| 7 d'octubre de 2006    | Almati      | Kazakhstan  | 0:1 (0:0) | Polònia     |
| 7 d'octubre de 2006    | Yerevan     | Armènia     | 0:0       | Finlàndia   |
| 7 d'octubre de 2006    | Belgrad     | Sèrbia      | 1:0 (0:0) | Bèlgica     |
| 7 d'octubre de 2006    | Porto       | Portugal    | 3:0 (2:0) | Azerbaidjan |
| 11 d'octubre de 2006   | Chorzów     | Polònia     | 2:1 (2:0) | Portugal    |
| 11 d'octubre de 2006   | Anderlecht  | Bèlgica     | 3:0 (2:0) | Azerbaidjan |
| 11 d'octubre de 2006   | Almati      | Kazakhstan  | 0:2 (0:1) | Finlàndia   |
| 11 d'octubre de 2006   | Belgrad     | Sèrbia      | 3:0 (0:0) | Armènia     |
| 15 de novembre de 2006 | Coimbra     | Portugal    | 3:0 (2:0) | Kazakhstan  |
| 15 de novembre de 2006 | Brussel·les | Bèlgica     | 0:1 (0:1) | Polònia     |
| 15 de novembre de 2006 | Hèlsinki    | Finlàndia   | 1:0 (1:0) | Armènia     |
| 24 de març de 2007     | Lisboa      | Portugal    | 4:0 (0:0) | Bèlgica     |
| 24 de març de 2007     | Varsòvia    | Polònia     | 5:0 (3:0) | Azerbaidjan |
| 24 de març de 2007     | Almati      | Kazakhstan  | 2:1 (0:0) | Sèrbia      |
| 28 de març de 2007     | Belgrad     | Sèrbia      | 1:1 (0:1) | Portugal    |
| 28 de març de 2007     | Kielce      | Polònia     | 1:0 (1:0) | Armènia     |
| 28 de març de 2007     | Bakú        | Azerbaidjan | 1:0 (0:0) | Finlàndia   |
| 2 de juny de 2007      | Almati      | Kazakhstan  | 1:2 (0:2) | Armènia     |
| 2 de juny de 2007      | Bakú        | Azerbaidjan | 1:3 (1:0) | Polònia     |
| 2 de juny de 2007      | Hèlsinki    | Finlàndia   | 0:2 (0:1) | Sèrbia      |
| 2 de juny de 2007      | Brussel·les | Bèlgica     | 1:2 (0:1) | Portugal    |
| 6 de juny de 2007      | Yerevan     | Armènia     | 1:0 (0:0) | Polònia     |
| 6 de juny de 2007      | Hèlsinki    | Finlàndia   | 2:0 (1:0) | Bèlgica     |
| 6 de juny de 2007      | Almati      | Kazakhstan  | 1:1 (0:1) | Azerbaidjan |
| 22 d'agost de 2007     | Yerevan     | Armènia     | 1:1 (1:1) | Portugal    |
| 22 d'agost de 2007     | Tampere     | Finlàndia   | 2:1 (1:1) | Kazakhstan  |
| 22 d'agost de 2007     | Brussel·les | Bèlgica     | 3:2 (2:0) | Sèrbia      |
| 8 de setembre de 2007  | No jugat    | Azerbaidjan | N/R       | Armènia     |
| 8 de setembre de 2007  | Belgrad     | Sèrbia      | 0:0       | Finlàndia   |
| 8 de setembre de 2007  | Lisboa      | Portugal    | 2:2 (0:1) | Polònia     |
| 12 de setembre de 2007 | No jugat    | Armènia     | N/R       | Azerbaidjan |
| 12 de setembre de 2007 | Hèlsinki    | Finlàndia   | 0:0       | Polònia     |
| 12 de setembre de 2007 | Almati      | Kazakhstan  | 2:2 (1:2) | Bèlgica     |
| 12 de setembre de 2007 | Lisboa      | Portugal    | 1:1 (1:0) | Sèrbia      |
| 13 d'octubre de 2007   | Bakú        | Azerbaidjan | 0:2 (0:2) | Portugal    |
| 13 d'octubre de 2007   | Varsòvia    | Polònia     | 3:1 (0:1) | Kazakhstan  |
| 13 d'octubre de 2007   | Yerevan     | Armènia     | 0:0       | Sèrbia      |
| 13 d'octubre de 2007   | Brussel·les | Bèlgica     | 0:0       | Finlàndia   |
| 17 d'octubre de 2007   | Almati      | Kazakhstan  | 1:2 (0:0) | Portugal    |
| 17 d'octubre de 2007   | Bakú        | Azerbaidjan | 1:6 (1:4) | Sèrbia      |
| 17 d'octubre de 2007   | Brussel·les | Bèlgica     | 3:0 (0:0) | Armènia     |
| 17 de novembre de 2007 | Leiria      | Portugal    | 1:0 (1:0) | Armènia     |
| 17 de novembre de 2007 | Chorzów     | Polònia     | 2:0 (1:0) | Bèlgica     |
| 17 de novembre de 2007 | Belgrad     | Sèrbia      | 1:0 (0:0) | Kazakhstan  |
| 17 de novembre de 2007 | Hèlsinki    | Finlàndia   | 2:1 (0:0) | Azerbaidjan |
| 21 de novembre de 2007 | Porto       | Portugal    | 0:0       | Finlàndia   |
| 21 de novembre de 2007 | Belgrad     | Sèrbia      | 2:2 (0:1) | Polònia     |
| 21 de novembre de 2007 | Yerevan     | Armènia     | 0:1 (0:0) | Kazakhstan  |
| 21 de novembre de 2007 | Bakú        | Azerbaidjan | 0:1 (0:0) | Bèlgica     |

### Grup B
| Equip       | Pts | PJ | PG | PE | PP | GF | GC |
| ----------- | --- | -- | -- | -- | -- | -- | -- |
| Itàlia      | 29  | 12 | 9  | 2  | 1  | 22 | 9  |
| França      | 26  | 12 | 8  | 3  | 2  | 25 | 5  |
| Escòcia     | 24  | 12 | 8  | 0  | 4  | 21 | 12 |
| Ucraïna     | 17  | 12 | 5  | 2  | 5  | 18 | 16 |
| Lituània    | 16  | 12 | 5  | 1  | 6  | 11 | 13 |
| Geòrgia     | 10  | 12 | 3  | 1  | 8  | 16 | 19 |
| Illes Fèroe | 0   | 12 | 0  | 0  | 12 | 4  | 43 |

| 16 d'agost de 2006     | Toftír      | Illes Fèroe | 0:6 (0:3) | Geòrgia     |
| 2 de setembre de 2006  | Glasgow     | Escòcia     | 6:0 (5:0) | Illes Fèroe |
| 2 de setembre de 2006  | Tbilisi     | Geòrgia     | 0:3 (0:2) | França      |
| 2 de setembre de 2006  | Nàpols      | Itàlia      | 1:1 (1:1) | Lituània    |
| 6 de setembre de 2006  | Kaunas      | Lituània    | 1:2 (0:0) | Escòcia     |
| 6 de setembre de 2006  | Kíev        | Ucraïna     | 3:2 (1:1) | Geòrgia     |
| 6 de setembre de 2006  | París       | França      | 3:1 (2:1) | Itàlia      |
| 7 d'octubre de 2006    | Roma        | Itàlia      | 2:0 (0:0) | Ucraïna     |
| 7 d'octubre de 2006    | Tórshavn    | Illes Fèroe | 0:1 (0:0) | Lituània    |
| 7 d'octubre de 2006    | Glasgow     | Escòcia     | 1:0 (0:0) | França      |
| 11 d'octubre de 2006   | Kíev        | Ucraïna     | 2:0 (0:0) | Escòcia     |
| 11 d'octubre de 2006   | Tbilisi     | Geòrgia     | 1:3 (1:1) | Itàlia      |
| 11 d'octubre de 2006   | Sochaux     | França      | 5:0 (2:0) | Illes Fèroe |
| 24 de març de 2007     | Glasgow     | Escòcia     | 2:1 (1:1) | Geòrgia     |
| 24 de març de 2007     | Toftír      | Illes Fèroe | 0:2 (0:1) | Ucraïna     |
| 24 de març de 2007     | Kaunas      | Lituània    | 0:1 (0:0) | França      |
| 28 de març de 2007     | Odesa       | Ucraïna     | 1:0 (1:0) | Lituània    |
| 28 de març de 2007     | Tbilisi     | Geòrgia     | 3:1 (2:0) | Illes Fèroe |
| 28 de març de 2007     | Bari        | Itàlia      | 2:0 (1:0) | Escòcia     |
| 2 de juny de 2007      | Tórshavn    | Illes Fèroe | 1:2 (0:1) | Itàlia      |
| 2 de juny de 2007      | Kaunas      | Lituània    | 1:0 (0:0) | Geòrgia     |
| 2 de juny de 2007      | Saint-Denis | França      | 2:0 (0:0) | Ucraïna     |
| 6 de juny de 2007      | Auxerre     | França      | 1:0 (1:0) | Geòrgia     |
| 6 de juny de 2007      | Kaunas      | Lituània    | 0:2 (0:2) | Itàlia      |
| 6 de juny de 2007      | Toftír      | Illes Fèroe | 0:2 (0:2) | Escòcia     |
| 8 de setembre de 2007  | Tbilisi     | Geòrgia     | 1:1 (0:1) | Ucraïna     |
| 8 de setembre de 2007  | Glasgow     | Escòcia     | 3:1 (1:0) | Lituània    |
| 8 de setembre de 2007  | Milà        | Itàlia      | 0:0       | França      |
| 12 de setembre de 2007 | Kíev        | Ucraïna     | 1:2 (0:1) | Itàlia      |
| 12 de setembre de 2007 | Saint-Denis | França      | 0:1 (0:0) | Escòcia     |
| 12 de setembre de 2007 | Kaunas      | Lituània    | 2:1 (1:0) | Illes Fèroe |
| 13 d'octubre de 2007   | Glasgow     | Escòcia     | 3:1 (2:1) | Ucraïna     |
| 13 d'octubre de 2007   | Gènova      | Itàlia      | 2:0 (1:0) | Geòrgia     |
| 13 d'octubre de 2007   | Tórshavn    | Illes Fèroe | 0:6 (0:2) | França      |
| 17 d'octubre de 2007   | Tbilisi     | Geòrgia     | 2:0 (1:0) | Escòcia     |
| 17 d'octubre de 2007   | Kíev        | Ucraïna     | 5:0 (3:0) | Illes Fèroe |
| 17 d'octubre de 2007   | Saint-Denis | França      | 2:0 (0:0) | Lituània    |
| 17 de novembre de 2007 | Kaunas      | Lituània    | 2:0 (1:0) | Ucraïna     |
| 17 de novembre de 2007 | Glasgow     | Escòcia     | 1:2 (0:1) | Itàlia      |
| 21 de novembre de 2007 | Mòdena      | Itàlia      | 3:1 (3:0) | Illes Fèroe |
| 21 de novembre de 2007 | Tbilisi     | Geòrgia     | 0:2 (0:0) | Lituània    |
| 21 de novembre de 2007 | Kíev        | Ucraïna     | 2:2 (1:2) | França      |

### Grup C
| Equip                | Pts | PJ | PG | PE | PP | GF | GC |
| -------------------- | --- | -- | -- | -- | -- | -- | -- |
| Grècia               | 31  | 12 | 10 | 1  | 1  | 25 | 10 |
| Turquia              | 24  | 12 | 7  | 3  | 2  | 25 | 11 |
| Noruega              | 23  | 12 | 7  | 2  | 3  | 27 | 11 |
| Bòsnia i Hercegovina | 13  | 12 | 4  | 1  | 7  | 16 | 22 |
| Moldàvia             | 12  | 12 | 3  | 3  | 6  | 12 | 19 |
| Hongria              | 12  | 12 | 4  | 0  | 8  | 11 | 22 |
| Malta                | 5   | 12 | 1  | 2  | 9  | 10 | 31 |

| 2 de setembre de 2006  | Chişinău             | Moldàvia             | 0:1 (0:0) | Grècia               |
| 2 de setembre de 2006  | Budapest             | Hongria              | 1:4 (0:4) | Noruega              |
| 2 de setembre de 2006  | Ta' Qali             | Malta                | 2:5 (1:3) | Bòsnia i Hercegovina |
| 6 de setembre de 2006  | Oslo                 | Noruega              | 2:0 (0:0) | Moldàvia             |
| 6 de setembre de 2006  | Zenica               | Bòsnia i Hercegovina | 1:3 (0:1) | Hongria              |
| 6 de setembre de 2006  | Frankfurt (Alemanya) | Turquia              | 2:0 (0:0) | Malta                |
| 7 d'octubre de 2006    | Chişinău             | Moldàvia             | 2:2 (2:0) | Bòsnia i Hercegovina |
| 7 d'octubre de 2006    | Budapest             | Hongria              | 0:1 (0:1) | Turquia              |
| 7 d'octubre de 2006    | Atenes               | Grècia               | 1:0 (1:0) | Noruega              |
| 11 d'octubre de 2006   | Zenica               | Bòsnia i Hercegovina | 0:4 (0:1) | Grècia               |
| 11 d'octubre de 2006   | Ta' Qali             | Malta                | 2:1 (1:1) | Hongria              |
| 11 d'octubre de 2006   | Frankfurt (Alemanya) | Turquia              | 5:0 (3:0) | Moldàvia             |
| 24 de març de 2007     | Chişinău             | Moldàvia             | 1:1 (0:0) | Malta                |
| 24 de març de 2007     | Atenes               | Grècia               | 1:4 (1:1) | Turquia              |
| 24 de març de 2007     | Oslo                 | Noruega              | 1:2 (0:2) | Bòsnia i Hercegovina |
| 28 de març de 2007     | Frankfurt (Alemanya) | Turquia              | 2:2 (0:2) | Noruega              |
| 28 de març de 2007     | Ta' Qali             | Malta                | 0:1 (0:0) | Grècia               |
| 28 de març de 2007     | Budapest             | Hongria              | 2:0 (1:0) | Moldàvia             |
| 2 de juny de 2007      | Heraklion            | Grècia               | 2:0 (2:0) | Hongria              |
| 2 de juny de 2007      | Oslo                 | Noruega              | 4:0 (1:0) | Malta                |
| 2 de juny de 2007      | Sarajevo             | Bòsnia i Hercegovina | 3:2 (2:2) | Turquia              |
| 6 de juny de 2007      | Sarajevo             | Bòsnia i Hercegovina | 1:0 (1:0) | Malta                |
| 6 de juny de 2007      | Oslo                 | Noruega              | 4:0 (1:0) | Hongria              |
| 6 de juny de 2007      | Heraklion            | Grècia               | 2:1 (1:0) | Moldàvia             |
| 8 de setembre de 2007  | Chişinău             | Moldàvia             | 0:1 (0:0) | Noruega              |
| 8 de setembre de 2007  | Székesfehérvár       | Hongria              | 1:0 (1:0) | Bòsnia i Hercegovina |
| 8 de setembre de 2007  | Ta' Qali             | Malta                | 2:2 (1:1) | Turquia              |
| 12 de setembre de 2007 | Oslo                 | Noruega              | 2:2 (2:2) | Grècia               |
| 12 de setembre de 2007 | Istanbul             | Turquia              | 3:0 (0:0) | Hongria              |
| 12 de setembre de 2007 | Sarajevo             | Bòsnia i Hercegovina | 0:1 (0:1) | Moldàvia             |
| 13 d'octubre de 2007   | Chişinău             | Moldàvia             | 1:1 (1:0) | Turquia              |
| 13 d'octubre de 2007   | Budapest             | Hongria              | 2:0 (1:0) | Malta                |
| 13 d'octubre de 2007   | Atenes               | Grècia               | 1:1 (1:0) | Bòsnia i Hercegovina |
| 17 d'octubre de 2007   | Sarajevo             | Bòsnia i Hercegovina | 0:2 (0:1) | Noruega              |
| 17 d'octubre de 2007   | Istanbul             | Turquia              | 0:1 (0:0) | Grècia               |
| 17 d'octubre de 2007   | Ta'Qali              | Malta                | 2:3 (0:3) | Moldàvia             |
| 17 de novembre de 2007 | Chişinău             | Moldàvia             | 3:0 (2:0) | Hongria              |
| 17 de novembre de 2007 | Oslo                 | Noruega              | 1:2 (1:1) | Turquia              |
| 17 de novembre de 2007 | Atenes               | Grècia               | 5:0 (1:0) | Malta                |
| 21 de novembre de 2007 | Ta'Qali              | Malta                | 1:4 (0:3) | Noruega              |
| 21 de novembre de 2007 | Istanbul             | Turquia              | 1:0 (1:0) | Bòsnia i Hercegovina |
| 21 de novembre de 2007 | Budapest             | Hongria              | 1:2 (1:1) | Grècia               |

### Grup D
| Equip               | Pts | PJ | PG | PE | PP | GF | GC |
| ------------------- | --- | -- | -- | -- | -- | -- | -- |
| República Txeca     | 29  | 12 | 9  | 2  | 1  | 27 | 5  |
| Alemanya            | 27  | 12 | 8  | 3  | 1  | 35 | 7  |
| República d'Irlanda | 17  | 12 | 4  | 5  | 3  | 17 | 14 |
| Eslovàquia          | 16  | 12 | 5  | 1  | 6  | 33 | 23 |
| Gal·les             | 15  | 12 | 4  | 3  | 5  | 18 | 19 |
| Xipre               | 14  | 12 | 6  | 2  | 4  | 17 | 24 |
| San Marino          | 0   | 12 | 0  | 0  | 12 | 2  | 57 |

| 2 de setembre de 2006  | Teplice    | República Txeca     | 2:1 (0:0)  | Gal·les             |
| 2 de setembre de 2006  | Stuttgart  | Alemanya            | 1:0 (0:0)  | República d'Irlanda |
| 2 de setembre de 2006  | Bratislava | Eslovàquia          | 6:1 (3:0)  | Xipre               |
| 6 de setembre de 2006  | Serravalle | San Marino          | 0:13 (0:5) | Alemanya            |
| 6 de setembre de 2006  | Bratislava | Eslovàquia          | 0:3 (0:2)  | República Txeca     |
| 7 d'octubre de 2006    | Liberec    | República Txeca     | 7:0 (4:0)  | San Marino          |
| 7 d'octubre de 2006    | Nicòsia    | Xipre               | 5:2 (2:2)  | República d'Irlanda |
| 7 d'octubre de 2006    | Cardiff    | Gal·les             | 1:5 (1:3)  | Eslovàquia          |
| 11 d'octubre de 2006   | Dublín     | República d'Irlanda | 1:1 (0:0)  | República Txeca     |
| 11 d'octubre de 2006   | Bratislava | Eslovàquia          | 1:4 (0:3)  | Alemanya            |
| 11 d'octubre de 2006   | Cardiff    | Gal·les             | 3:1 (2:0)  | Xipre               |
| 15 de novembre de 2006 | Nicòsia    | Xipre               | 1:1 (1:1)  | Alemanya            |
| 15 de novembre de 2006 | Dublín     | República d'Irlanda | 5:0 (3:0)  | San Marino          |
| 7 de febrer de 2007    | Serravalle | San Marino          | 1:2 (0:0)  | República d'Irlanda |
| 24 de març de 2007     | Praga      | República Txeca     | 1:2 (0:1)  | Alemanya            |
| 24 de març de 2007     | Dublín     | República d'Irlanda | 1:0 (1:0)  | Gal·les             |
| 24 de març de 2007     | Nicòsia    | Xipre               | 1:3 (1:0)  | Eslovàquia          |
| 28 de març de 2007     | Cardiff    | Gal·les             | 3:0 (2:0)  | San Marino          |
| 28 de març de 2007     | Dublín     | República d'Irlanda | 1:0 (1:0)  | Eslovàquia          |
| 28 de març de 2007     | Liberec    | República Txeca     | 1:0 (1:0)  | Xipre               |
| 2 de juny de 2007      | Nuremberg  | Alemanya            | 6:0 (1:0)  | San Marino          |
| 2 de juny de 2007      | Cardiff    | Gal·les             | 0:0        | República Txeca     |
| 6 de juny de 2007      | Hamburg    | Alemanya            | 2:1 (2:1)  | Eslovàquia          |
| 22 d'agost de 2007     | Serravalle | San Marino          | 0:1 (0:0)  | Xipre               |
| 8 de setembre de 2007  | Serravalle | San Marino          | 0:3 (0:1)  | República Txeca     |
| 8 de setembre de 2007  | Bratislava | Eslovàquia          | 2:2 (1:1)  | República d'Irlanda |
| 8 de setembre de 2007  | Cardiff    | Gal·les             | 0:2 (0:1)  | Alemanya            |
| 12 de setembre de 2007 | Praga      | República Txeca     | 1:0 (1:0)  | República d'Irlanda |
| 12 de setembre de 2007 | Trnava     | Eslovàquia          | 2:5 (1:3)  | Gal·les             |
| 12 de setembre de 2007 | Larnaca    | Xipre               | 3:0 (2:0)  | San Marino          |
| 13 d'octubre de 2007   | Dublín     | República d'Irlanda | 0:0        | ! Alemanya          |
| 13 d'octubre de 2007   | Nicòsia    | Xipre               | 3:1 (1:1)  | Gal·les             |
| 13 d'octubre de 2007   | Dubnica    | Eslovàquia          | 7:0 (3:0)  | San Marino          |
| 17 d'octubre de 2007   | Múnic      | Alemanya            | 0:3 (0:2)  | República Txeca     |
| 17 d'octubre de 2007   | Dublín     | República d'Irlanda | 1:1 (0:0)  | Xipre               |
| 17 d'octubre de 2007   | Serravalle | San Marino          | 1:2 (0:2)  | Gal·les             |
| 17 de novembre de 2007 | Praga      | República Txeca     | 3:1 (1:0)  | Eslovàquia          |
| 17 de novembre de 2007 | Hannover   | Alemanya            | 4:0 (2:0)  | Xipre               |
| 17 de novembre de 2007 | Cardiff    | Gal·les             | 2:2 (1:1)  | República d'Irlanda |
| 21 de novembre de 2007 | Nicòsia    | Xipre               | 0:2 (0:1)  | República Txeca     |
| 21 de novembre de 2007 | Frankfurt  | Alemanya            | 0:0        | Gal·les             |
| 21 de novembre de 2007 | Serravalle | San Marino          | 0:5 (0:1)  | Eslovàquia          |

### Grup E
| Equip      | Pts | PJ | PG | PE | PP | GF | GC |
| ---------- | --- | -- | -- | -- | -- | -- | -- |
| Croàcia    | 29  | 12 | 10 | 2  | 0  | 28 | 8  |
| Rússia     | 24  | 12 | 7  | 3  | 2  | 18 | 7  |
| Anglaterra | 23  | 12 | 7  | 2  | 3  | 24 | 7  |
| Israel     | 23  | 12 | 7  | 2  | 3  | 20 | 12 |
| Macedònia  | 14  | 12 | 4  | 2  | 6  | 12 | 12 |
| Estònia    | 7   | 12 | 2  | 1  | 9  | 5  | 21 |
| Andorra    | 0   | 12 | 0  | 0  | 12 | 2  | 42 |

| 16 d'agost de 2006     | Tallinn                | Estònia    | 0:1 (0:0) | Macedònia  |
| 2 de setembre de 2006  | Manchester             | Anglaterra | 5:0 (3:0) | Andorra    |
| 2 de setembre de 2006  | Tallinn                | Estònia    | 0:1 (0:1) | Israel     |
| 6 de setembre de 2006  | Skopje                 | Macedònia  | 0:1 (0:0) | Anglaterra |
| 6 de setembre de 2006  | Nimega (Països Baixos) | Israel     | 4:1 (3:0) | Andorra    |
| 6 de setembre de 2006  | Moscou                 | Rússia     | 0:0       | Croàcia    |
| 7 d'octubre de 2006    | Manchester             | Anglaterra | 0:0       | Macedònia  |
| 7 d'octubre de 2006    | Zagreb                 | Croàcia    | 7:0 (2:0) | Andorra    |
| 7 d'octubre de 2006    | Moscou                 | Rússia     | 1:1 (1:0) | Israel     |
| 11 d'octubre de 2006   | Zagreb                 | Croàcia    | 2:0 (0:0) | Anglaterra |
| 11 d'octubre de 2006   | Sant Petersburg        | Rússia     | 2:0 (2:0) | Estònia    |
| 11 d'octubre de 2006   | Andorra la Vella       | Andorra    | 0:3 (0:3) | Macedònia  |
| 15 de novembre de 2006 | Ramat Gan              | Israel     | 3:4 (1:2) | Croàcia    |
| 15 de novembre de 2006 | Skopje                 | Macedònia  | 0:2 (0:2) | Rússia     |
| 24 de març de 2007     | Ramat Gan              | Israel     | 0:0       | Anglaterra |
| 24 de març de 2007     | Tallinn                | Estònia    | 0:2 (0:0) | Rússia     |
| 24 de març de 2007     | Zagreb                 | Croàcia    | 2:1 (0:1) | Macedònia  |
| 28 de març de 2007     | Barcelona (Espanya)    | Andorra    | 0:3 (0:0) | Anglaterra |
| 28 de març de 2007     | Ramat Gan              | Israel     | 4:0 (2:0) | Estònia    |
| 2 de juny de 2007      | Tallinn                | Estònia    | 0:1 (0:1) | Croàcia    |
| 2 de juny de 2007      | Sant Petersburg        | Rússia     | 4:0 (2:0) | Andorra    |
| 2 de juny de 2007      | Skopje                 | Macedònia  | 1:2 (1:2) | Israel     |
| 6 de juny de 2007      | Tallinn                | Estònia    | 0:3 (0:1) | Anglaterra |
| 6 de juny de 2007      | Andorra la Vella       | Andorra    | 0:2 (0:1) | Israel     |
| 6 de juny de 2007      | Zagreb                 | Croàcia    | 0:0       | Rússia     |
| 22 d'agost de 2007     | Tallinn                | Estònia    | 2:1 (1:0) | Andorra    |
| 8 de setembre de 2007  | Londres                | Anglaterra | 3:0 (1:0) | Israel     |
| 8 de setembre de 2007  | Moscou                 | Rússia     | 3:0 (1:0) | Macedònia  |
| 8 de setembre de 2007  | Zagreb                 | Croàcia    | 2:0 (2:0) | Estònia    |
| 12 de setembre de 2007 | Londres                | Anglaterra | 3:0 (2:0) | Rússia     |
| 12 de setembre de 2007 | Andorra la Vella       | Andorra    | 0:6 (0:3) | Croàcia    |
| 12 de setembre de 2007 | Skopje                 | Macedònia  | 1:1 (1:1) | Estònia    |
| 13 d'octubre de 2007   | Londres                | Anglaterra | 3:0 (3:0) | Estònia    |
| 13 d'octubre de 2007   | Zagreb                 | Croàcia    | 1:0 (0:0) | Israel     |
| 17 d'octubre de 2007   | Moscou                 | Rússia     | 2:1 (0:1) | Anglaterra |
| 17 d'octubre de 2007   | Skopje                 | Macedònia  | 3:0 (2:0) | Andorra    |
| 17 de novembre de 2007 | Skopje                 | Macedònia  | 2:0 (0:0) | Croàcia    |
| 17 de novembre de 2007 | Tel-Aviv               | Israel     | 2:1 (1:0) | Rússia     |
| 17 de novembre de 2007 | Andorra la Vella       | Andorra    | 0:2 (0:1) | Estònia    |
| 21 de novembre de 2007 | Londres                | Anglaterra | 2:3 (0:2) | Croàcia    |
| 21 de novembre de 2007 | Tel-Aviv               | Israel     | 1:0 (1:0) | Macedònia  |
| 21 de novembre de 2007 | Andorra la Vella       | Andorra    | 0:1 (0:1) | Rússia     |

### Grup F
| Equip            | Pts | PJ | PG | PE | PP | GF | GC |
| ---------------- | --- | -- | -- | -- | -- | -- | -- |
| Espanya          | 28  | 12 | 9  | 1  | 2  | 23 | 8  |
| Suècia           | 26  | 12 | 8  | 2  | 2  | 23 | 9  |
| Dinamarca        | 20  | 12 | 6  | 2  | 4  | 21 | 11 |
| Irlanda del Nord | 20  | 12 | 6  | 2  | 4  | 17 | 14 |
| Letònia          | 12  | 12 | 5  | 0  | 8  | 15 | 17 |
| Islàndia         | 8   | 12 | 2  | 2  | 8  | 10 | 27 |
| Liechtenstein    | 7   | 12 | 2  | 1  | 9  | 9  | 32 |

| 2 de setembre de 2006  | Badajoz                    | Espanya          | 4:0 (2:0) | Liechtenstein    |
| 2 de setembre de 2006  | Belfast                    | Irlanda del Nord | 0:3 (0:3) | Islàndia         |
| 2 de setembre de 2006  | Riga                       | Letònia          | 0:1 (0:1) | Suècia           |
| 6 de setembre de 2006  | Reykjavík                  | Islàndia         | 0:2 (0:2) | Dinamarca        |
| 6 de setembre de 2006  | Göteborg                   | Suècia           | 3:1 (1:1) | Liechtenstein    |
| 6 de setembre de 2006  | Belfast                    | Irlanda del Nord | 3:2 (1:1) | Espanya          |
| 7 d'octubre de 2006    | Solna                      | Suècia           | 2:0 (1:0) | Espanya          |
| 7 d'octubre de 2006    | Copenhaguen                | Dinamarca        | 0:0 (0:0) | Irlanda del Nord |
| 7 d'octubre de 2006    | Riga                       | Letònia          | 4:0 (3:0) | Islàndia         |
| 11 d'octubre de 2006   | Reykjavík                  | Islàndia         | 1:2 (1:1) | Suècia           |
| 11 d'octubre de 2006   | Vaduz                      | Liechtenstein    | 0:4 (0:2) | Dinamarca        |
| 11 d'octubre de 2006   | Belfast                    | Irlanda del Nord | 1:0 (1:0) | Letònia          |
| 24 de març de 2007     | Madrid                     | Espanya          | 2:1 (2:1) | Dinamarca        |
| 24 de març de 2007     | Vaduz                      | Liechtenstein    | 1:4 (1:4) | Irlanda del Nord |
| 28 de març de 2007     | Belfast                    | Irlanda del Nord | 2:1 (1:1) | Suècia           |
| 28 de març de 2007     | Vaduz                      | Liechtenstein    | 1:0 (1:0) | Letònia          |
| 28 de març de 2007     | Palma                      | Espanya          | 1:0 (0:0) | Islàndia         |
| 2 de juny de 2007      | Copenhaguen                | Dinamarca        | 0:3       | Suècia           |
| 2 de juny de 2007      | Riga                       | Letònia          | 0:2 (0:1) | Espanya          |
| 2 de juny de 2007      | Reykjavík                  | Islàndia         | 1:1 (1:0) | Liechtenstein    |
| 6 de juny de 2007      | Vaduz                      | Liechtenstein    | 0:2 (0:2) | Espanya          |
| 6 de juny de 2007      | Solna                      | Suècia           | 5:0 (3:0) | Islàndia         |
| 6 de juny de 2007      | Riga                       | Letònia          | 0:2 (0:2) | Dinamarca        |
| 22 d'agost de 2007     | Belfast                    | Irlanda del Nord | 3:1 (2:0) | Liechtenstein    |
| 8 de setembre de 2007  | Riga                       | Letònia          | 1:0 (0:0) | Irlanda del Nord |
| 8 de setembre de 2007  | Solna                      | Suècia           | 0:0       | Dinamarca        |
| 8 de setembre de 2007  | Reykjavík                  | Islàndia         | 1:1 (1:0) | Espanya          |
| 12 de setembre de 2007 | Reykjavík                  | Islàndia         | 2:1 (1:0) | Irlanda del Nord |
| 12 de setembre de 2007 | Oviedo                     | Espanya          | 2:0 (1:0) | Letònia          |
| 12 de setembre de 2007 | Århus                      | Dinamarca        | 4:0 (4:0) | Liechtenstein    |
| 13 d'octubre de 2007   | Århus                      | Dinamarca        | 1:3 (0:2) | Espanya          |
| 13 d'octubre de 2007   | Vaduz                      | Liechtenstein    | 0:3 (0:2) | Suècia           |
| 13 d'octubre de 2007   | Reykjavík                  | Islàndia         | 2:4 (1:3) | Letònia          |
| 17 d'octubre de 2007   | Solna                      | Suècia           | 1:1 (1:0) | Irlanda del Nord |
| 17 d'octubre de 2007   | Vaduz                      | Liechtenstein    | 3:0 (1:0) | Islàndia         |
| 17 d'octubre de 2007   | Copenhaguen                | Dinamarca        | 3:1 (2:0) | Letònia          |
| 17 de novembre de 2007 | Madrid                     | Espanya          | 3:0 (2:0) | Suècia           |
| 17 de novembre de 2007 | Belfast                    | Irlanda del Nord | 2:1 (0:0) | Dinamarca        |
| 17 de novembre de 2007 | Riga                       | Letònia          | 4:1 (2:1) | Liechtenstein    |
| 21 de novembre de 2007 | Las Palmas de Gran Canaria | Espanya          | 1:0 (0:0) | Irlanda del Nord |
| 21 de novembre de 2007 | Copenhaguen                | Dinamarca        | 3:0 (2:0) | Islàndia         |
| 21 de novembre de 2007 | Solna                      | Suècia           | 2:1 (1:1) | Letònia          |

### Grup G
| Equip         | Pts | PJ | PG | PE | PP | GF | GC |
| ------------- | --- | -- | -- | -- | -- | -- | -- |
| Romania       | 29  | 12 | 9  | 2  | 1  | 26 | 7  |
| Països Baixos | 26  | 12 | 8  | 2  | 2  | 15 | 5  |
| Bulgària      | 25  | 12 | 7  | 4  | 1  | 18 | 7  |
| Belarús       | 13  | 12 | 4  | 1  | 7  | 17 | 23 |
| Albània       | 11  | 12 | 2  | 5  | 5  | 12 | 18 |
| Eslovènia     | 11  | 12 | 3  | 2  | 7  | 9  | 16 |
| Luxemburg     | 3   | 12 | 1  | 0  | 11 | 2  | 23 |

| 2 de setembre de 2006  | Constanţa           | Romania       | 2:2 (2:0) | Bulgària      |
| 2 de setembre de 2006  | Minsk               | Belarús       | 2:2 (2:1) | Albània       |
| 2 de setembre de 2006  | Ciutat de Luxemburg | Luxemburg     | 0:1 (0:1) | Països Baixos |
| 6 de setembre de 2006  | Tirana              | Albània       | 0:2 (0:0) | Romania       |
| 6 de setembre de 2006  | Eindhoven           | Països Baixos | 3:0 (1:0) | Belarús       |
| 6 de setembre de 2006  | Sofia               | Bulgària      | 3:0 (0:0) | Eslovènia     |
| 7 d'octubre de 2006    | Constanţa           | Romania       | 3:1 (2:1) | Belarús       |
| 7 d'octubre de 2006    | Sofia               | Bulgària      | 1:1 (1:0) | Països Baixos |
| 7 d'octubre de 2006    | Celje               | Eslovènia     | 2:0 (2:0) | Luxemburg     |
| 11 d'octubre de 2006   | Minsk               | Belarús       | 4:2 (1:2) | Eslovènia     |
| 11 d'octubre de 2006   | Ciutat de Luxemburg | Luxemburg     | 0:1 (0:1) | Bulgària      |
| 11 d'octubre de 2006   | Amsterdam           | Països Baixos | 2:1 (2:0) | Albània       |
| 24 de març de 2007     | Rotterdam           | Països Baixos | 0:0       | Romania       |
| 24 de març de 2007     | Ciutat de Luxemburg | Luxemburg     | 1:2 (0:1) | Belarús       |
| 24 de març de 2007     | Shkodër             | Albània       | 0:0       | Eslovènia     |
| 28 de març de 2007     | Piatra Neamţ        | Romania       | 3:0 (1:0) | Luxemburg     |
| 28 de març de 2007     | Celje               | Eslovènia     | 0:1 (0:0) | Països Baixos |
| 28 de març de 2007     | Sofia               | Bulgària      | 0:0       | Albània       |
| 2 de juny de 2007      | Celje               | Eslovènia     | 1:2 (0:0) | Romania       |
| 2 de juny de 2007      | Tirana              | Albània       | 2:0 (1:0) | Luxemburg     |
| 2 de juny de 2007      | Minsk               | Belarús       | 0:2 (0:1) | Bulgària      |
| 6 de juny de 2007      | Timişoara           | Romania       | 2:0 (1:0) | Eslovènia     |
| 6 de juny de 2007      | Ciutat de Luxemburg | Luxemburg     | 0:3 (0:2) | Albània       |
| 6 de juny de 2007      | Sofia               | Bulgària      | 2:1 (2:1) | Belarús       |
| 8 de setembre de 2007  | Minsk               | Belarús       | 1:3 (1:1) | Romania       |
| 8 de setembre de 2007  | Ciutat de Luxemburg | Luxemburg     | 0:3 (0:2) | Eslovènia     |
| 8 de setembre de 2007  | Amsterdam           | Països Baixos | 2:0 (1:0) | Bulgària      |
| 12 de setembre de 2007 | Celje               | Eslovènia     | 1:0 (1:0) | Belarús       |
| 12 de setembre de 2007 | Sofia               | Bulgària      | 3:0 (2:0) | Luxemburg     |
| 12 de setembre de 2007 | Tirana              | Albània       | 0:1 (0:0) | Països Baixos |
| 13 d'octubre de 2007   | Constanţa           | Romania       | 1:0 (0:0) | Països Baixos |
| 13 d'octubre de 2007   | Gomel               | Belarús       | 0:1 (0:0) | Luxemburg     |
| 13 d'octubre de 2007   | Celje               | Eslovènia     | 0:0       | Albània       |
| 17 d'octubre de 2007   | Ciutat de Luxemburg | Luxemburg     | 0:2 (0:1) | Romania       |
| 17 d'octubre de 2007   | Eindhoven           | Països Baixos | 2:0 (1:0) | Eslovènia     |
| 17 d'octubre de 2007   | Tirana              | Albània       | 1:1 (1:0) | Bulgària      |
| 17 de novembre de 2007 | Sofia               | Bulgària      | 1:0 (1:0) | Romania       |
| 17 de novembre de 2007 | Rotterdam           | Països Baixos | 1:0 (1:0) | Luxemburg     |
| 17 de novembre de 2007 | Tirana              | Albània       | 2:4 (2:2) | Belarús       |
| 21 de novembre de 2007 | Bucarest            | Romania       | 6:1 (1:0) | Albània       |
| 21 de novembre de 2007 | Minsk               | Belarús       | 2:1 (0:0) | Països Baixos |
| 21 de novembre de 2007 | Celje               | Eslovènia     | 0:2 (0:0) | Bulgària      |